# 費薩爾·本·圖爾基
費薩爾·本·圖爾基·布賽義迪（阿拉伯语：‎，羅馬化：Fayṣal bin Turkī Al-Būsaʿīdī；1864年6月8日—1913年10月4日）是阿曼布賽義德王朝的成員，圖爾基·本·賽義德的兒子，1888年至1913年擔任馬斯喀特和阿曼蘇丹。
費薩爾·本·圖爾基的伯父蘇韋尼·本·賽義德於1866年去世後，阿曼陷入被英國掌控的危機。在逐漸失去國內聲望的情況下，費薩爾·本·圖爾基於1903年向印度總督喬治·寇松勳爵提出退位請求，但被拒絕，隨後阿曼國內的伊瑪目起兵叛變。費薩爾·本·圖爾基於1913年去世，他的兒子泰穆爾·本·費薩爾繼承蘇丹之位。